# Teratoscincus roborowskii
Teratoscincus roborowskii é uma espécie de lagartixa da família Sphaerodactylidae. Endêmica da depressão de Turfã, em Xinjiang, noroeste da China, ocorre em habitats áridos de matagais e desertos. Atinge um comprimento rostro-cloacal de 75,5 a 93,6 mm, com machos adultos geralmente apresentando cabeças mais largas que as fêmeas adultas.
Essa lagartixa é uma espécie noturna e terrestre, emergindo de sua toca para forragear à noite. Sua dieta varia sazonalmente, alimentando-se principalmente de insetos na primavera e de frutos no verão e outono. Os frutos da alcaparra são um item alimentar importante em certos meses, e a lagartixa também atua como dispersora de sementes dessa planta. Durante o inverno, esse réptil hiberna em sua toca.
Os filhotes dessa espécie são conhecidos por curvar a cauda para a frente quando ameaçados, provavelmente para imitar escorpiões venenosos e evitar predação. Eles também são semelhantes em tamanho, coloração e padrões de corrida aos escorpiões do gênero Mesobuthus [en], reforçando a ideia de que exibem mimetismo batesiano.

## Taxonomia
A espécie foi descrita pela primeira vez em 1906 por Jacques von Bedriaga [en], e o nome específico, roborowskii, homenageia o explorador russo Vladimir Ivanovich Roborovski. Anteriormente, foi sinonimizada com Teratoscincus scincus [en] e Teratoscincus przewalskii [en], mas análises moleculares e morfológicas confirmaram seu status como uma espécie distinta e válida. Embora o holótipo (ZISP 9155) tenha sido originalmente reportado como coletado no oásis de Ssatschsheu (Dunhuang) em Gansu, China, acredita-se que isso seja um erro, pois estudos mais recentes indicam que a espécie está ausente nessa região. Provavelmente, houve uma confusão com etiquetas de museu durante a análise do espécime, e o holótipo é, na verdade, da depressão de Turfã, em Xinjiang, China. A espécie é comumente chamada em inglês de Tibetan ou Turpan wonder gecko, em referência à sua área de distribuição.

## Distribuição e habitat

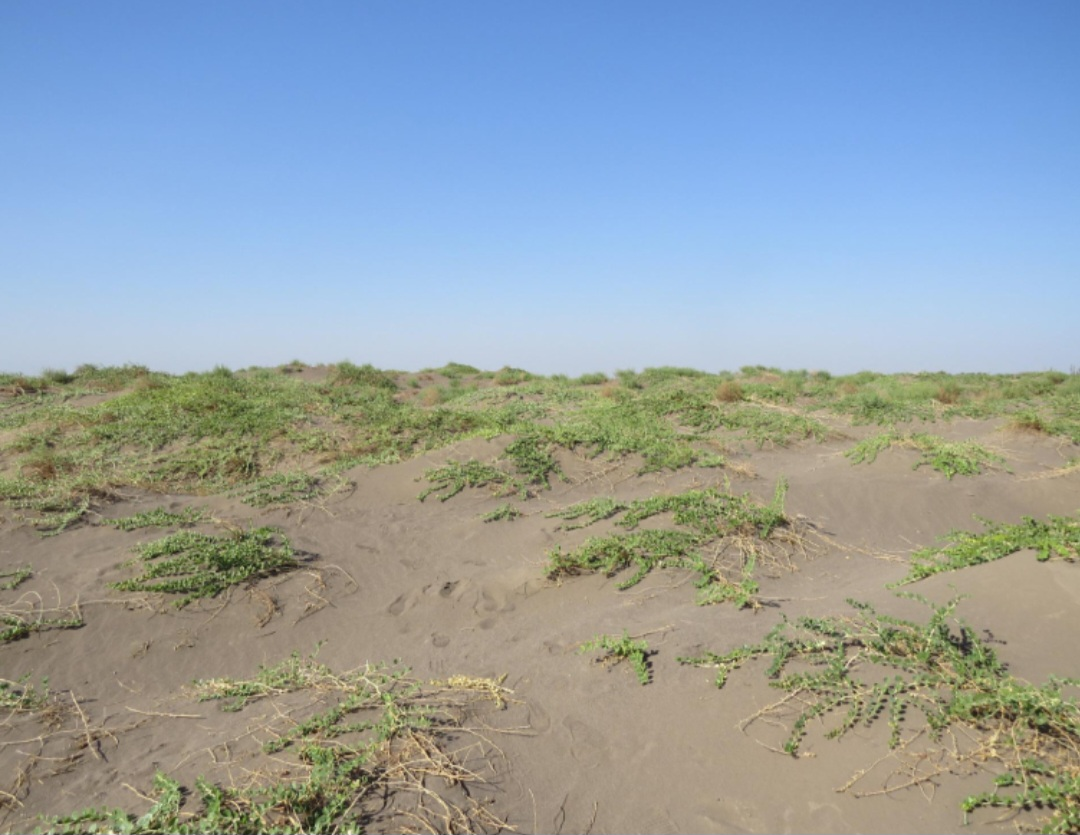
Vista do ambiente desértico na depressão de Turfã.

Teratoscincus roborowskii é endêmica da depressão de Turfã, em Xinjiang, China, onde ocorre em áreas arenosas, como matagais e desertos. Registros antigos de sua presença em Gansu são agora considerados errôneos. Seu habitat é árido, com uma precipitação anual média de 16,4 mm e uma evaporação anual de 3.000 mm. A espécie ocorre em uma ampla faixa de elevações, registrada de 100 metros abaixo a 470 metros acima do nível do mar, com uma extensão de ocorrência estimada de 6.811 km². Madeira morta é um importante microhabitat para a espécie, fornecendo abrigo, forrageamento e termorregulação.

## Descrição

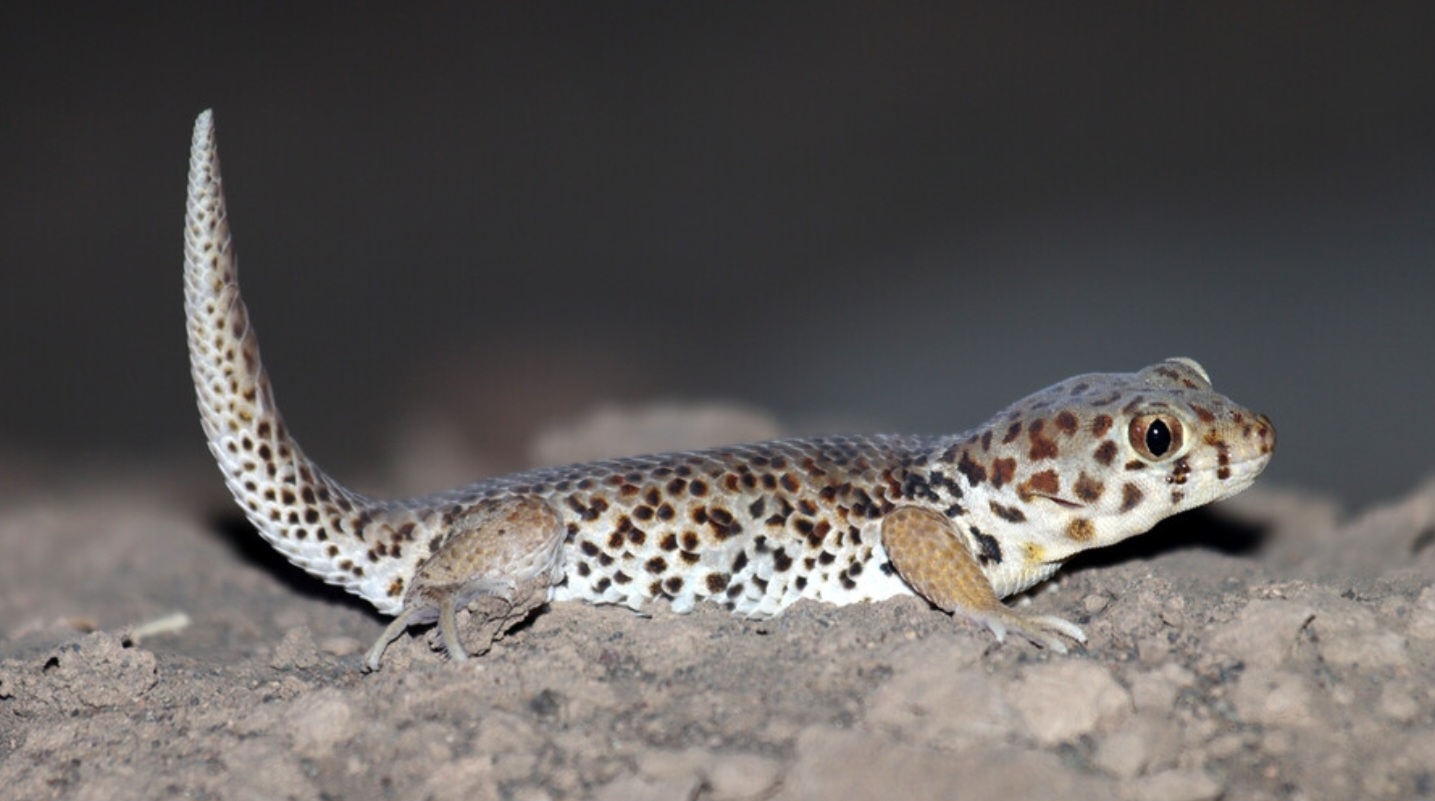
Indivíduo selvagem próximo ao Jardim Botânico de Eremófitas de Turfã.

Uma lagartixa de tamanho moderado, os adultos desta espécie atingem um comprimento rostro-cloacal de 75,52 a 93,62 mm e exibem dimorfismo sexual, com machos apresentando cabeças mais largas que as fêmeas. Em média, a largura da cabeça dos adultos é de 20,31 mm nos machos e 19,77 mm nas fêmeas, embora os filhotes não apresentem diferenças significativas entre os sexos. Esta espécie possui olhos grandes, enquanto o focinho e a cauda são curtos. As escamas na cabeça são pequenas, enquanto as do tronco e da cauda são grandes e sobrepostas. As grandes escamas cicloides na parte posterior do pescoço são dispostas de forma afilada do nível dos membros anteriores até o nível da orelha, uma característica que distingue esta espécie de Teratoscincus scincus e de Teratoscincus przewalskii. Os adultos apresentam uma coloração de fundo predominantemente laranja com manchas escuras irregulares na superfície superior, enquanto a parte inferior e os flancos são mais claros. Os filhotes possuem finas faixas transversais escuras na superfície superior, que se perdem com a idade. De cinco a oito dessas faixas podem estar presentes no corpo e de quatro a seis na cauda, mas o mais comum são sete no corpo e cinco na cauda. Esse padrão pode ser uma imitação dos escorpiões Mesobuthus, que possuem sete placas corporais e cinco segmentos na cauda.

## Comportamento e ecologia
Esta lagartixa é uma espécie noturna, retirando-se para tocas durante o dia e emergindo para se alimentar à noite. É ativa em temperaturas de 17 a 41 °C e hiberna em sua toca de outubro a final de março. Embora majoritariamente solitária, pares de macho e fêmea foram observados emergindo das mesmas tocas. É uma espécie terrestre que forrageia principalmente perto ou sob a vegetação, podendo fugir para arbustos se perturbada em terreno aberto. A espécie é ovípara, e as fêmeas depositam ninhadas de um ou dois ovos entre arbustos.

### Dieta

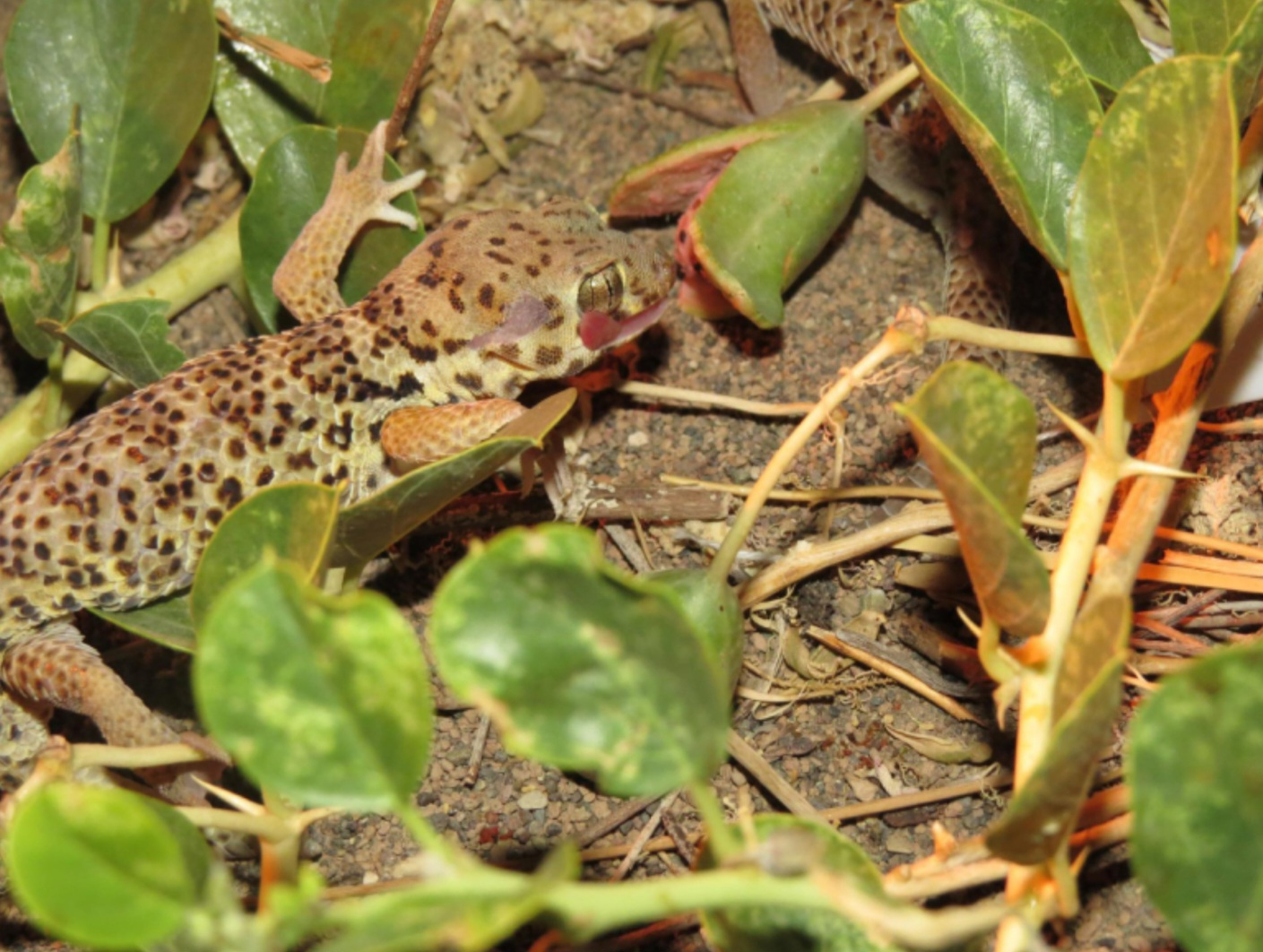
Indivíduo consumindo um fruto maduro de alcaparra.

Esta lagartixa é uma espécie onívora com uma dieta variada. É principalmente carnívora, com matéria animal compondo aproximadamente 80% de sua alimentação, e se alimenta sobretudo de insetos. Mudanças sazonais foram registradas em sua dieta: de abril a maio, consome principalmente formigas e besouros das famílias Tenebrionidae [en] e Carabidae, enquanto de junho a setembro os frutos de plantas tornam-se um item alimentar significativo, com menor consumo de besouros da família Tenebrionidae. Essa mudança na dieta altera sazonalmente a microbiota intestinal da lagartixa, com menor diversidade de microbiota mas maior variedade de filos e famílias presentes no outono em comparação com a primavera. O fruto de alcaparra, que começa a amadurecer em julho, é relatado como seu principal alimento vegetal e pode compor 85% de sua dieta no verão e outono. Esta lagartixa mantém uma relação mutualística com a alcaparra, sendo uma eficiente dispersora de suas sementes. A retenção no sistema digestivo da lagartixa aumenta a permeabilidade da casca da semente, o que eleva a taxa de germinação, quebra a dormência da semente e melhora a absorção de água pelas sementes. Além disso, a lagartixa comumente excreta as sementes por defecação em áreas adequadas para germinação.

### Construção de tocas
Esta lagartixa é conhecida por escavar e viver em tocas, que geralmente têm mais de 20 cm de profundidade e podem ter até quatro ramificações, mas apenas uma entrada. Essa profundidade proporciona estabilidade térmica acima de 0 °C, evitando que o animal congele durante a hibernação. Tocas com menos de 20 cm de profundidade são mais simples, com um único túnel sem ramificações, e provavelmente são temporárias ou inacabadas. As tocas de adultos são mais largas e maiores que as de filhotes, e estão majoritariamente a até 20 metros da vegetação mais próxima, enquanto as tocas de filhotes tendem a estar mais próximas, a até 5 metros de plantas. Lagartixas de todas as idades produzem tocas de profundidade semelhante.

### Mortalidade e defesa
Como outros pequenos répteis, T. roborowskii é uma presa para diversos animais. Predadores potenciais incluem o mocho-galego, a raposa-vermelha e Eryx miliaris [en]. Os filhotes podem até ser vítimas de canibalismo, e foi relatado que um adulto regurgitou um filhote em um saco, presumivelmente após a predação ter ocorrido dentro dele.
A lagartixa emprega vários comportamentos deimáticos e de fuga em diferentes estágios de sua vida para evitar predação. É conhecida por autotomizar a cauda em defesa, e indivíduos com caudas regeneradas podem ser observados. Quando ameaçados, os adultos assumem uma postura arqueada enquanto balançam a cauda de um lado para o outro, com as escamas da cauda produzindo um som de sibilo (presumivelmente para intimidar predadores). Os filhotes podem enrijecer o corpo e curvar a cauda para a frente em uma pose semelhante à de um escorpião quando provocados, o que é considerado um mimetismo batesiano dos escorpiões Mesobuthus. Além disso, os filhotes são semelhantes em tamanho, coloração e comportamento de fuga a esses escorpiões, tornando difícil distingui-los durante suas horas de forrageamento à luz da lua, o que reforça essa teoria. Ao fugir, a lagartixa adulta tende a correr em um padrão em ziguezague e por distâncias maiores que o filhote, que geralmente corre uma curta distância em linha reta, semelhante aos escorpiões Mesobuthus. Ao imitar o escorpião venenoso, a lagartixa filhote, relativamente inofensiva, pode dissuadir predadores de atacá-la. Indivíduos de todas as idades podem se retirar para suas tocas ou se esconder sob a folhagem quando perseguidos.

## Conservação
A IUCN classificou esta lagartixa como pouco preocupante em 2019, devido à ausência de ameaças significativas identificadas e evidências de declínio. Sabe-se que é coletada para o tráfico de animais, mas os impactos disso não estão claros. Embora a espécie tenha uma distribuição limitada, é localmente comum e possui uma população aparentemente grande. Autumn e Han (1989) relataram que a lagartixa era tão abundante em um local que "frequentemente observaram mais de 40 tapetes brilhantes em um único ponto" ao girar em círculo completo segurando uma lanterna.